# Leonardo Siqueira

Leonardo de Siqueira Lima (São Paulo, 23 de janeiro de 1986) é um economista e político brasileiro. Formado em economia pela Fundação Getulio Vargas e mestre pela Barcelona School of Economics (BSE), atualmente cursa doutorado na mesma matéria no Insper. Em 2022, foi eleito deputado estadual por São Paulo pelo Partido Novo com 90.688 votos.
Leo Siqueira tem experiência profissional na Suno Research, BTG Pactual e Itaú BBA. Além disso, é fundador do site Terraço Econômico, fellow do programa Young Leaders of the Americas Initiative (YLAI) e fundador da ONG Mais Educação. Em sua atuação política, tem como pauta a melhoria da educação básica, o combate a privilégios políticos e burocráticos e a facilitação da vida do empreendedor que gera emprego.

#### Carreira Política
Leonardo Siqueira foi eleito Deputado Estadual por São Paulo em 2022. Seus projetos apresentados têm como escopo principal simplificar processos burocráticos, promover educação de qualidade e o desenvolvimento econômico. Entre os principais:

#### Leis aprovadas:
- Lei nº 17.761/2023: Institui procedimentos de licenciamento simplificado para o exercício de atividades econômicas no Estado de São Paulo, promovendo a redução da burocracia para empreendedores. A proposta é oriunda do PL 673/2023.
- Lei nº 18.175/2025:Estabelece o princípio da fiscalização orientadora e o critério de dupla visita para atividades econômicas de baixo risco nas relações de consumo. A primeira inspeção terá caráter educativo e a penalidade só poderá ser aplicada em nova visita, caso as irregularidades não tenham sido sanadas. É oriunda do PL 145/2025.

#### Projetos de lei em tramitação
- Projeto de Lei 150/2025: Regulamenta e disciplina a obrigatoriedade da comprovação de origem lícita do material por parte de vendedores e compradores de cobre, com o objetivo de coibir furtos e o comércio ilegal desse tipo de material.
- Projeto de Lei 149/2025: Estabelece diretrizes para a criação e o funcionamento do Programa Estadual Celular Seguro (PECS), com foco na prevenção e combate ao furto e roubo de aparelhos celulares no estado.
- Projeto de Lei 833/2024: Estabelece critérios para a divulgação dos benefícios fiscais concedidos pelo Estado de São Paulo. O objetivo é fortalecer a transparência e permitir que a sociedade acompanhe os impactos das renúncias fiscais.
- Projeto de Lei 363/2024: Talentos do Futuro. Voltado para a conclusão do ensino médio de alunos da rede pública, com a integração ao ensino técnico e profissionalizante. O projeto visa aumentar a empregabilidade dos jovens e melhorar suas perspectivas salariais.
- Projeto de Lei 677/2023: Autoriza o Poder Executivo a celebrar contratos de cessão onerosa de direito à nomeação de eventos e equipamentos públicos estaduais — os chamados Naming Rights — como forma de geração de receita para o Estado.

#### Reconhecimentos
Leonardo Siqueira foi eleito “Deputado Estadual do Ano” de 2023, na 7ª edição do Prêmio Boletim da Liberdade, em reconhecimento à sua atuação em defesa da liberdade no Parlamento Paulista.
Em 2015, foi selecionado pelo governo dos Estados Unidos como jovem liderança brasileira para o programa Young Leaders of the Americas Initiative (YLAI), criado pelo ex-presidente Barack Obama.
Em 2025, foi agraciado com a Medalha Mérito Santos-Dumont, concedida pela Força Aérea Brasileira a civis e militares que tenham prestado relevantes serviços à Aeronáutica.
No mesmo ano, recebeu também a Medalha Gaviões de Penacho, concedida pelo Núcleo MMDC do Grupamento de Radiopatrulha Aérea da Polícia Militar de São Paulo, em reconhecimento a personalidades que contribuem significativamente com a sociedade paulista.

#### Outras Atividades
O deputado Leonardo Siqueira também integra o Conselho Consultivo da Universidade de São Paulo (USP). O Conselho Consultivo da USP garante a presença da sociedade nas decisões relacionadas à administração da universidade. Seus integrantes contribuem com opiniões sobre temas institucionais e o desempenho da instituição.

## Desempenho Eleitoral
| Ano  | Eleição               | Partido | Candidato a       | Votos          | Resultado |
| ---- | --------------------- | ------- | ----------------- | -------------- | --------- |
| 2022 | Estadual em São Paulo | NOVO    | Deputado Estadual | 90.688 (0,39%) | Eleito    |